# مدير عام
المدير العام هو منصب عادةً ما يشرف على الشركة من ناحية التسويق و المبيعات والوظائف أي الذي يتحمل المسؤولية الشاملة عن إدارة كل من الإيرادات و التكاليف للشركة.